# بوتلوة زاحفة
بوتلوة زاحفة (الاسم العلمي:Bouteloua repens) هي نوع من النباتات يتبع جنس البوتلوة من الفصيلة النجيلية.